# Shanghai Automotive Industry Corporation
Shanghai Automotive Industry Corporation (en chinois : 上海汽车工业(集团)总公司 ; pinyin : Shànghǎi Qichē Gõngyè (Jítuán) Zǒnggõngsī, ou 上汽, Shàngqi ; abrégé en SAIC, /seɪk/) est l'un des plus importants constructeurs automobiles chinois.
SAIC a réalisé en 2020 un chiffre d'affaires de 740 milliards de yuans, soit un peu plus de 100 milliards d'euros, avec 144 000 salariés et trente-deux centres techniques en Chine. Avec des ventes de 5,6 millions d'unités, SAIC est le leader du marché automobile chinois, lui-même premier marché automobile mondial, devant le marché américain. SAIC devance en effet ses compatriotes FAW, Dongfeng Motors et Chang'an en 2020, et conserve ainsi sa place en tête des constructeurs automobiles chinois. L'entreprise se classe au 60e rang mondial par son chiffre d'affaires, selon le dernier classement Fortune 500 réalisé par Forbes.
Par ailleurs, SAIC détient depuis 2007 le constructeur chinois Nanjing Automobile, propriétaire de l'outillage des anciennes marques britanniques MG et Rover (devenu Roewe, faute de pouvoir racheter le nom Rover). En 2010, le portefeuille de marques de SAIC s'est enrichi du constructeur de véhicules utilitaires britannique LDV (devenu Maxus sur la plupart des marchés).
En 2020, SAIC a exporté 390 000 véhicules hors de Chine, dont 230 000 de la marque MG.
SAIC joue sur différents tableaux :
- l'automobile : le groupe est en tête des ventes sur le marché chinois grâce aux coentreprises formées avec Volkswagen (SAIC-Volkswagen) et General Motors (Shanghai GM, SAIC-GM-Wuling Automobile)[10], mais aussi grâce à sa politique de rachat de concurrents ;

- les véhicules industriels et les poids lourds : SAIC s'est aussi hissé en première position sur le marché domestique grâce à la coentreprise formée avec Fiat et Iveco, SAIC Iveco Commercial Vehicle Investment Company, distribués sous la marque Hongyan ;

- les composants : le groupe est un important fournisseur de composants automobiles grâce à la coentreprise avec Magneti Marelli.

## Histoire
Fondée à proprement parler en 1955, SAIC trouve son origine dans les nombreux ateliers de réparation automobile de Shanghai qui se sont développés pendant et après la Seconde Guerre mondiale. Le premier modèle produit par l'usine d'assemblage de Shanghai est lancé en 1958 : c'est la Phoenix, une voiture destinée aux couches les plus aisées de la population chinoise.
Contrairement à ses concurrents du XXIe siècle et du fait de son positionnement sur le marché du luxe, FAW et Dongfeng Motors, SAIC n'a pas d'emblée une position dominante sur le marché chinois. C'est la forte hausse de la demande chinoise couplée à une stratégie adoptée très tôt d'alliance avec des groupes automobiles étrangers qui permettront à SAIC de se faire une place dans le paysage automobile chinois. En effet, dès 1985, SAIC crée une coentreprise avec Volkswagen, la Shanghai Volkswagen Automotive Co, pour la fabrication de la Volkswagen Santana qui va remplacer progressivement la Shanghai SH760 dans l'usine d'Anting et se verra accompagnée plus tard par la Volkswagen Passat Variant ainsi que par l'Audi 100 C2.
Par ailleurs, SAIC a toujours bénéficié du soutien sans failles des autorités locales. En effet, SAIC a été pendant longtemps propriété des autorités municipales de Shanghai. En 1997, SAIC crée une coentreprise avec General Motors, Shanghai GM. Cinq ans plus tard, SAIC et General Motors réitèrent en constituant SAIC-GM-Wuling Automobile (SGMW). Ainsi les années 1990 constituèrent-elles pour SAIC une décennie de croissance organique et par création de coentreprises. En outre, SAIC parvient à créer une chaîne logistique efficace et ainsi à imposer la production locale de la majeure partie des véhicules produits par ses coentreprises.
Au cours des années 2000, cette croissance organique fut complétée par une politique ciblée de rachats de concurrents. En 2002, SAIC souscrit à 10 % du capital de Daewoo-GM. En 2004, le groupe rachète SsangYong, un constructeur automobile coréen en difficulté. Ce rachat sera de courte durée, car SAIC revendra peu après ses parts à Mahindra. Le rachat le plus notable de la décennie reste celui de Nanjing Automobile, le plus ancien constructeur automobile chinois, en 2007. SAIC verse 2 095 milliards de yuans (près de 200 millions d'euros en 2007) et cède 4,9 % de son capital à Yuejin, la maison mère de Nanjing Automotive, pour cette transaction. Ce rachat mettra un terme à un contentieux existant entre Nanjing Automobile et SAIC. SAIC avait acheté les technologies et brevets d'exploitation de certains modèles de Rover, avec l'intention de racheter ensuite l'intégralité du groupe MG Rover, mis en faillite en 2005. Cependant, Nanjing Automobile avait réussi à prendre SAIC de court et racheté les actifs de la compagnie. Cette situation empêchait SAIC d'utiliser complètement ces brevets et technologies. La fusion de Nanjing Automobile et de SAIC en 2007 permet enfin le lancement la même année de la marque Roewe.
Le nom « Rover » deviendra inutilisable car, en 2006, l'allemand BMW va vendre les droits de la marque défunte à Ford afin de garantir la protection commerciale du constructeur de véhicules tout-terrain Land Rover que l'américain avait racheté en mars 2000 à BMW.
Roewe est aujourd'hui[Quand ?] la seule marque de luxe chinoise ayant une visibilité à l'échelle du pays.

## SAIC et General Motors: un partenariat stratégique tenace

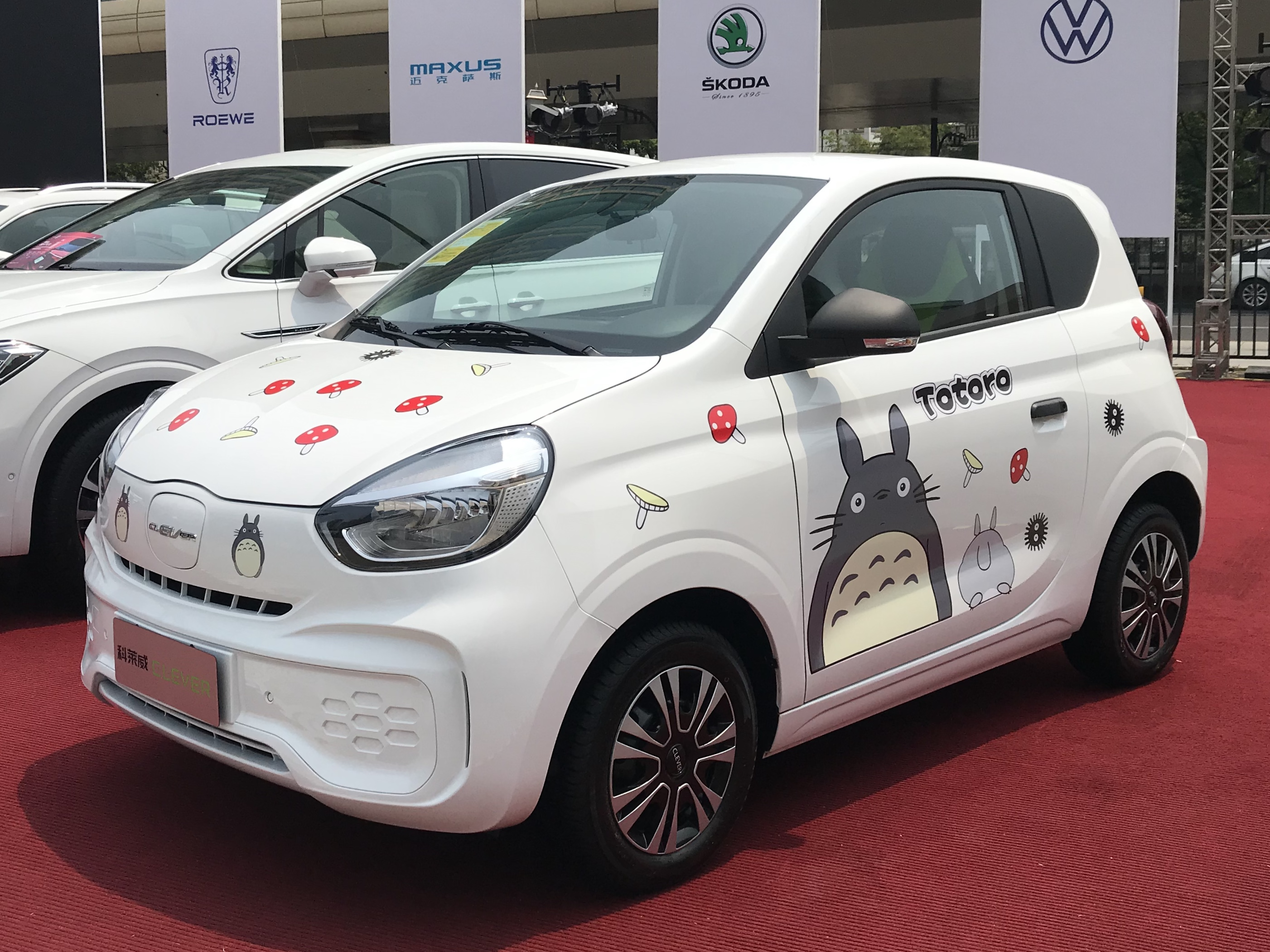
La Roewe Clever, auto électrique lancée en 2020.

### Shanghai GM
SAIC est partenaire depuis 1997 avec le constructeur américain General Motors au sein d'une coentreprise, Shanghai GM. À sa création, le capital est détenu à parité, conformément à la législation en vigueur en Chine où tout constructeur automobile étranger doit former une coentreprise avec une société locale et ne peut pas détenir plus de 50 % de cette coentreprise. La première production fut, en 1999, la Buick Century, dans une usine capable de produire 200 000 véhicules par an et située à Pudong, près de Shanghai.
En février 2010, GM cède 1 % de la coentreprise au profit de SAIC. Le choix est en premier lieu comptable, car il permet à SAIC de consolider les comptes de la coentreprise dans son propre bilan. Cependant, face à la montée en puissance du marché chinois, GM fait le choix de revenir à parité à peine deux ans plus tard, en 2012. Sur les 11 premiers mois de 2014, Shanghai GM a vendu 1.52 million de véhicules.

### SAIC-GM-Wuling
En 2002, SAIC, General Motors et Wuling Motors créent une coentreprise détenue respectivement à 50,1 %, 34 % et 15,9 %. La nouvelle entité est appelée SAIC-GM-Wuling Automobile, nom couramment abrégé en SGMW. De 2008 à 2011, General Motors monte progressivement au capital en rachetant des actions à Wuling Group, pour atteindre 44%.
SGMW possède quatre usines en Chine pour des ventes estimées à 1,8 million de véhicules pour l'année 2014.
En 2015, General Motors annonce l'implantation d'une usine en Indonésie, à Jakarta. Cette décision est la suite logique de la nouvelle orientation stratégique de SGMW : la conquête de l'Asie du Sud-Est dans les prochaines années.

### General Motors SAIC Investment Ltd
En 2009, les deux entreprises décident également de créer une société commune basée à Hong Kong : General Motors SAIC Investment Limited (GMSIL). Cette coentreprise reprend les activités de la division indienne de General Motors. En effet, lors de la mise en faillite de GM, il lui a été demandé de faire ce genre de montages pour trouver de l'argent. À sa création, la coentreprise était détenue à parité par GM et SAIC. Cependant, General Motors, une fois sa situation financière rétablie, et après la constatation d'un semi-échec dans le partenariat établi, décide en 2012 de racheter 44 % de la coentreprise, qui redevient GM India Ltd. SAIC garde 7 % du capital de la structure.

### Accords de synergie
Parallèlement, les deux entreprises ont passé des accords pour partager des moteurs et les nouvelles générations de transmissions automatiques  économes en carburant, cela à partir de 2012. SAIC souhaite les utiliser pour sa marque de luxe Roewe. SAIC a donc acquis le partage des droits de propriété industrielle à l'échelle mondiale.